# Wynonie Harris
Wynonie Harris, né le 24 août 1915 à Omaha, Nebraska, et mort le 14 juin 1969 à Los Angeles, est un chanteur américain de blues et de rhythm and blues.
Plusieurs de ses titres deviennent des tubes durant les années 1940, notamment Wynonie's Blues en 1946, Good Rockin' Tonight en 1948 et All She Wants to Do Is Rock (en) l'année suivante. Introduit au Blues Hall of Fame en 1994, il est reconnu comme l'un des précurseurs du rock 'n' roll.

## Biographie

### Jeunesse
Wynonie Harris naît d'une jeune afro-américaine âgée de 15 ans et d'un père amérindien. L'enfant est élevé par son beau-père, Luther Harris, lorsque celui-ci épouse sa mère,,. Après ses études secondaires, il entre à l'université de Creighton pour étudier la médecine. Il abandonne les études en 1934 et devient danseur de claquettes. Il se produit avec Velda Shannon dans des clubs d'Omaha. La ville est alors un haut lieu de la musique afro-américaine, grâce notamment à l'orchestre de Nat Towles (en),. Inspiré par des artistes tels Big Joe Turner et Jimmy Rushing, il fait ses débuts en tant que chanteur. En 1940, il intègre l'orchestre de Baron Moorehead à Los Angeles, où il est surnommé « Mister Blues »,. Il apparaît dans le film Hit Parade of 1944 en tant que danseur. De retour sur la côte est en 1944, il est recruté par Lucky Millinder et devient le second chanteur de son orchestre (la place de chanteur vedette étant tenue par Trevor Bacon),. Avec cette formation il enregistre Hurry, Hurry et Who Threw the Whiskey in the Well, deux succès édités par le label Decca,, avant d'être renvoyé de l'orchestre .

### Carrière solo

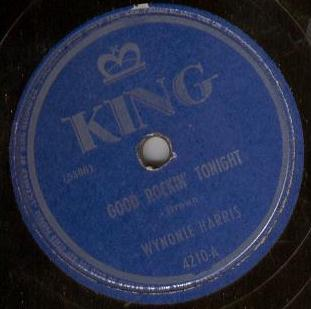
Le single Good Rockin' Tonight, édité par King Records.

Il entame une carrière solo dès l'année suivante après avoir signé avec le label Philo, fondé à Los Angeles par Ed et Leo Mesner, et qui sera plus tard rebaptisé Aladdin. En 1946 il se produit à Nashville et y enregistre deux disques pour Bullet Records. Deux autres disques sont édités par le label Hamp-Tone, du jazzman Lionel Hampton,. Playful Baby et Wynonie's Blues, sortis chez Apollo Records en 1946, sont ses premiers tubes en solo. En studio, il est souvent accompagné par des artistes bebop, comme le saxophoniste Teddy Edwards, le contrebassiste Oscar Pettiford et le trompettiste Howard McGhee. Il joue également avec le pianiste Herman Blount, qui deviendra célèbre sous le nom de Sun Ra,.
Entre 1948 et 1954, il enregistre pour King Records, un label de Cincinnati. Harris s'impose comme une figure du rhythm and blues et devient l'un des artistes préférés du public noir américain. En 1948, sa version de Good Rockin' Tonight, de Roy Brown, atteint la première place des ventes dans la catégorie « race records »,. Ce classement, établi par le magazine Billboard, est à l'époque de la ségrégation raciale réservé aux artistes de couleur. Il est remplacé par le classement rhythm and blues en 1949. Drinkin' Wine Spo-Dee-O-Dee, reprise de Stick McGhee, se classe également dans les hit-parades. All She Wants to Do Is Rock (en), sorti l'année suivante, devient n° 1 des ventes rhythm and blues en septembre 1949,.
Il enregistre ses derniers tubes, Bloodshot Eyes (reprise de Hank Penny (en)) et Loving Machine, au debut des années 1950, mais la notoriété de Wynonie Harris diminue au cours de la décennie. Le public adolescent amateur de rock 'n' roll s'intéresse à des interprètes plus jeunes au style moins provocant, et les fans de rhythm and blues délaissent les « blues shouters » (littéralement : hurleurs de blues) pour les ensembles vocaux,,. Harris sort encore quelques disques, édités par Atco en 1956 et par Roulette Records en 1960. Durant les années 1960, il tient un bar à Brooklyn, puis retourne à Los Angeles jusqu'à sa mort en 1969,.

### Récompenses
Wynonie Harris est introduit au Blues Hall of Fame en 1994. La même année, Rhino Records édite la compilation Bloodshot Eyes: The Best of Wynonie Harris, qui rassemble des titres enregistrés pour King Records entre 1948 et 1954. D'autres compilations paraissent par la suite.

### Vie personnelle
Harris épouse Olive Goodlow en 1934, avant le début de sa carrière. Le couple se sépare dès 1946. Malgré sa réputation de tombeur, qu'il cultive dans ses interviews, il se remarie avec Gertrude Sloan.

## Style et influences
Wynonie Harris s'est principalement inspiré de Big Joe Turner, qu'il est souvent allé voir jouer à Kansas City à la fin des années 1930, et du « blues shouter » Jimmy Rushing,. Les paroles de Harris évoquent l'alcool et les femmes, avec des titres à double sens comme Sittin' on It All the Time ou I Like My Baby's Pudding,,. Malgré son succès, sa musique est jugée vulgaire par la presse de l'époque, le magazine Billboard la décrivant comme bonne « pour les arrière-salles des boîtes de nuit de Harlem ».
Wynonie Harris fait partie des précurseurs du rock 'n' roll,,. Sa version de Good Rockin' Tonight (1948), plus frénétique que celle de son créateur, Roy Brown, emploie un fort « backbeat » (accentuation des 2e et 4e temps de la mesure), et est considérée comme l'un des premiers disques de rock 'n' roll,,.
Harris est l'une des influences d'Elvis Presley, qui s'inspire de son jeu de scène suggestif,. À ses débuts, le « King » reprend des morceaux popularisés par Harris comme Good Rockin' Tonight, qui figure sur son 2e single, et That's the Stuff You Gotta Watch, que Presley interprète dans une émission de radio en 1954,.

## Mort
Wynonie Harris est décédé à 53 ans d' un cancer de l'œsophage le 14 juin 1969, à l'hôpital de l'USC Medical Center de Los Angeles. 

## Discographie

### Compilations
- Good Rockin' Blues (1947-1954) (Gusto Records (en), 1976)
- Bloodshot Eyes: The Best of Wynonie Harris (Rhino Records, 1994)
- The Chronological Classics: Wynonie Harris 1944-1945 (	Classics Records, 1996)
- The Chronological Classics: Wynonie Harris 1945-1947 (	Classics Records, 1998)
- The Chronological Classics: Wynonie Harris 1947-1949 (	Classics Records, 2001)
- Lovin' Machine (Ace Records, 2002)
- Very Best of Wynonie Harris: Good Rockin' Tonight (Collectables, 2005)
- Rock Mr, Blues!: The King & Atco Recordings 1949-1956 (Rev-Ola Records (en), 2007)